# Huest
Huest és un municipi francès situat al departament de l'Eure i a la regió de Normandia. L'any 2007 tenia 661 habitants.

## Demografia

### Població
El 2007 la població de fet de Huest era de 661 persones. Hi havia 254 famílies, de les quals 44 eren unipersonals (16 homes vivint sols i 28 dones vivint soles), 97 parelles sense fills, 105 parelles amb fills i 8 famílies monoparentals amb fills.
La població ha evolucionat segons el següent gràfic:
Habitants censats

### Habitatges
El 2007 hi havia 261 habitatges, 255 eren l'habitatge principal de la família, 1 era una segona residència i 5 estaven desocupats. 246 eren cases i 10 eren apartaments. Dels 255 habitatges principals, 201 estaven ocupats pels seus propietaris, 49 estaven llogats i ocupats pels llogaters i 5 estaven cedits a títol gratuït; 3 tenien una cambra, 3 en tenien dues, 24 en tenien tres, 81 en tenien quatre i 144 en tenien cinc o més. 225 habitatges disposaven pel capbaix d'una plaça de pàrquing. A 90 habitatges hi havia un automòbil i a 156 n'hi havia dos o més.

### Piràmide de població
La piràmide de població per edats i sexe el 2009 era:
| Homes | Edats   | Dones |
| ----- | ------- | ----- |
| 0     | 95 o +  | 0     |
| 0     | 90 a 94 | 0     |
| 0     | 85 a 89 | 0     |
| 4     | 80 a 84 | 0     |
| 12    | 75 a 79 | 16    |
| 16    | 70 a 74 | 20    |
| 12    | 65 a 69 | 20    |
| 20    | 60 a 64 | 12    |
| 16    | 55 a 59 | 32    |
| 28    | 50 a 54 | 32    |
| 12    | 45 a 49 | 20    |
| 20    | 40 a 44 | 12    |
| 16    | 35 a 39 | 24    |
| 28    | 30 a 34 | 20    |
| 8     | 25 a 29 | 20    |
| 24    | 20 a 24 | 8     |
| 24    | 15 a 19 | 8     |
| 24    | 10 a 14 | 16    |
| 32    | 5 a 9   | 8     |
| 12    | 0 a 4   | 12    |

## Economia
El 2007 la població en edat de treballar era de 429 persones, 301 eren actives i 128 eren inactives. De les 301 persones actives 266 estaven ocupades (139 homes i 127 dones) i 35 estaven aturades (16 homes i 19 dones). De les 128 persones inactives 51 estaven jubilades, 39 estaven estudiant i 38 estaven classificades com a «altres inactius».

### Ingressos
El 2009 a Huest hi havia 255 unitats fiscals que integraven 633,5 persones, la mediana anual d'ingressos fiscals per persona era de 22.956 €.

### Activitats econòmiques
Dels 28 establiments que hi havia el 2007, 5 eren d'empreses de construcció, 4 d'empreses de comerç i reparació d'automòbils, 1 d'una empresa de transport, 1 d'una empresa financera, 3 d'empreses immobiliàries, 4 d'empreses de serveis, 3 d'entitats de l'administració pública i 7 d'empreses classificades com a «altres activitats de serveis».
Dels 7 establiments de servei als particulars que hi havia el 2009, 1 era un taller de reparació d'automòbils i de material agrícola, 1 guixaire pintor, 1 fusteria, 1 lampisteria, 1 electricista i 2 agències immobiliàries.
L'any 2000 a Huest hi havia 3 explotacions agrícoles.

## Equipaments sanitaris i escolars
El 2009 hi havia una escola elemental.

## Poblacions més properes
El següent diagrama mostra les poblacions més properes.